# SOGo
SOGo ist eine serverseitige Open Source-Groupware. Sie bietet Unternehmen und Organisationen eine zentrale Plattform für E-Mail (via Webmail), Kalender und Kontakte, wobei der Fokus auf offenen Standards (CalDAV, CardDAV) und Kompatibilität (ActiveSync) liegt. Es ist eine Option für Organisationen, die eine leistungsfähige Groupware-Lösung selbst hosten möchten, ohne Lizenzkosten für proprietäre Software zahlen zu müssen.

## Geschichte
SOGo alias Scalable OpenGroupware.org ist eine Abspaltung von OGo alias OpenGroupware.org zwecks höherer Skalierbarkeit. OpenGroupware.org entstand 2003 in Magdeburg aus dem proprietären Skyrix. Skyrix, ursprünglich LSOffice genannt, wurde um 1996 vom deutschen Internet Service Provider MDlink geschaffen.

## Architektur
SOGo basiert auf einem überwiegend in Objective-C geschriebenen Framework und Anwendungsserver.
Vorausgesetzt wird ein Datenbankserver, ein LDAP-Server, ein SMTP-Server und ein IMAP-Server. Der Hersteller empfiehlt dafür PostgreSQL, OpenLDAP, Postfix und Cyrus.
Anwender bedienen SOGo zum Beispiel im Webbrowser.
Der Server bietet folgende Funktionen:
- Kalender, Termine und Aufgaben mit CalDAV
- Adressbuch mit CardDAV
- Webmail
- MAPI für Microsoft Outlook[12]
- SyncML mittels zusätzlichem Server und Clients von Funambol

## Verbreitung
SOGo zählt laut Eigenaussagen des Entwicklers Alinto mehr als 25.000 Installationen. Es wird an diversen Universitäten eingesetzt, so zum Beispiel an der Technischen Hochschule Augsburg, Universität Osnabrück, Universität Koblenz, Universität Ulm, Leibniz Universität Hannover, Humboldt-Universität zu Berlin, Universität Heidelberg oder der Österreichischen Akademie der Wissenschaften.